# Malajsie na Letních olympijských hrách 1992
Malajsie se účastnila Letní olympiády 1992 ve španělské Barceloně. Zastupovalo ji 26 mužů v 6 sportech.

## Medailisté
| Medaile | Jméno                    | Sport     | Soutěž       |
| ------- | ------------------------ | --------- | ------------ |
| Bronz   | Jalani Sidek Razif Sidek | Badminton | muži čtyřhra |